# Goldmantelziesel
Der oder das Goldmantelziesel (Callospermophilus lateralis, Syn.: Spermophilus lateralis) ist ein Vertreter der Hörnchen (Sciuridae) und kommt im westlichen Nordamerika vor. Er erreicht eine Körpergröße von 23 bis 30 Zentimeter und lebt in allen Waldtypen Nordamerikas. Seine Nahrung besteht aus Samen, Früchten, Nüssen und verschiedenen unterirdischen Pilzen. Er selbst wird von Falken, Kojoten, Füchsen und Wieseln gejagt.

## Aussehen
In seiner Färbung ähnelt der Goldmantelziesel den Streifenhörnchen Nordamerikas; allerdings hat er keine Gesichtstreifen. Sein Fell ist nur im Schulterbereich goldbraun, ansonsten mehrfarbig (rotbraun, gelbbraun, grau). Am Rücken befinden sich an den Seiten auffällige weiße Streifen, jeweils umgeben von zwei schwarzen Streifen.
Der Goldmantelziesel lebt beinahe in seinem gesamten Verbreitungsgebiet in ähnlichen Habitaten wie andere Erdhörnchen. Im Bryce-Canyon-Nationalpark etwa kommt er neben dem Uinta-Streifenhörnchen (Eutamias umbrinus) und dem Felsenziesel (Otospermophilus variegatus) vor. Der Goldmantelziesel hält einen Winterschlaf und legt Vorratshöhlen an. Um Nahrung zu sammeln, besitzt er große Backentaschen.
Die Tunnelsysteme des Goldmantelziesels erreichen bis zu 30 Meter Länge, wobei der Ausgang meist in einem Busch verborgen liegt. Das Weibchen wirft jährlich vier bis sechs Junge im Sommer.

## Systematik
Der Goldmantelziesel ist eine Art der Gattung Callospermophilus innerhalb der Erdhörnchen. Die Erstbeschreibung erfolgte 1823 durch Thomas Say. Die Gattung wurde lange als Teil der Ziesel (Spermophilus) und darin innerhalb der Untergattung Callospermophilus eingeordnet, nach einer umfassenden molekularbiologischen Untersuchung wurde diese jedoch als eigenständige Gattung gemeinsam mit mehreren weiteren Gattungen betrachtet.

## Belege
1. 1 2  Richard W. Thorington Jr., John L. Koprowski, Michael A. Steele: Squirrels of the World. Johns Hopkins University Press, Baltimore MD 2012; S. 296–298. ISBN 978-1-4214-0469-1
2. ↑  Matthew D. Herron, Todd A. Castoe, Christopher L. Parkinson: Sciurid phylogeny and the paraphyly of holarctic ground squirrels (Spermophilus). Molecular Phylogenetics and Evolution 31, 2004; S. 1015–1030. (Volltext (Memento des Originals vom 17. April 2015 im Internet Archive)  Info: Der Archivlink wurde automatisch eingesetzt und noch nicht geprüft. Bitte prüfe Original- und Archivlink gemäß Anleitung und entferne dann diesen Hinweis., PMID 15120398)
3. ↑  Kristofer M. Helgen, F. Russell Cole, Lauren E. Helgen, Don E. Wilson: Generic Revision in the holarctic ground squirrels genus Spermophilus. Journal of Mammalogy 90 (2), 2009; S. 270–305. doi:10.1644/07-MAMM-A-309.1